# Idioma kazukuru
El kazukuru es una lengua extinta que se habló en Nueva Georgia en las islas Salomón. Los términos dororo y guliguli parecen ser meras variantes transcripcionales para kazukuru, o tal vez eran dialectos de dicha lengua (o incluso dos lenguas kazukuru estrechamente emparentadas). Los hablantes de kazukuru gradualmente fueron absorbidos por los hablantes de roviana desde el siglo XVI en adelante, y adoptaron el roviana como su lengua. El kazukuru fue registrado por última vez a principios del siglo XX cuando sus hablantes estaban en la última fase de la substitución lingüística. Hoy en día el término Kazukuru es el nombre para un clan dentro de los roviana.
La mayor parte de lo que se conoce sobre el kazukuru fue recopilado por W.H.L. Waterhouse y publicado por S.H. Ray en un artículo de 1931. Algunos datos adicionales sobre el kazukuru y la única información existente sobre el dodoro y el guliguli (dos listas de vocabulario breve) fueron publicadas por Peter Lanyon-Orgill en 1953. Davis (2003) es escéptico sobre la existencia del guliguli, puesto que la palabra guliguli tiene un significado obsceno en la cercana lengua hoava, y no existe ninguna evidencia que ningún hablante de hoava recuerde una lengua llamada guliguli. El guliguli pudo ser o bien un dialecto del kazukuro, o una variante del nombre Kazukuru, o incluso una burla.
Arthur Capell sugirió que el kazukuru era una lengua no austronesia (lenga papú), y Stephen Wurm la situó los tres nombres (kazukuru, dodoro, guliguli) como tres lenguas que formaban parte de las lenguas kazukurus dentro de las lenguas papúes orientales. Sin embargo, Michael Dunn y Malcolm Ross (2007) demostraron que la estructura, fonología y léxico del kazukuru son notoriamente similares a las de las lenguas oceánicas y que el kazukuru casi con seguridad era una lengua oceánica más, relacionado con otras lenguas de Nueva Georgia, como el roviana, el hoava y el ghanongga. Las listas atribuidas al dodoro y el guliguli son tan similares a la lista del kazukuru que casi con toda porabilidad son diferentes transcripciones de la misma lengua.